# Андрієвський сільський округ (Шортандинський район)
Андрі́євський сільський округ (каз. Андреевка ауылдық округі, рос. Андреевский сельский округ) — адміністративна одиниця у складі Шортандинського району Акмолинської області Казахстану. Адміністративний центр — село Андрієвка.
Населення — 967 осіб (2021; 1134 у 2009, 1582 у 1999, 2044 у 1989).
Станом на 1989 рік існувала Андрієвська сільська рада (села Андрієвка, Новороменка, Октябрське). Село Новороменка було ліквідоване 2006 року.

## Склад
До складу округу входять такі населені пункти:
| Населений пункт   | Населення, осіб (1989) | Населення, осіб (1999) | Населення, осіб (2009) | Населення, осіб (2021) |
| ----------------- | ---------------------- | ---------------------- | ---------------------- | ---------------------- |
| Андрієвка, село   | 1167                   | 960                    | 815                    | 722                    |
| Новороменка, село | 286                    | 159                    | -                      | -                      |
| Октябрське, село  | 591                    | 463                    | 319                    | 245                    |